# Tra cielo e terra (Dhamm)
Tra cielo e terra è il secondo album dei Dhamm, pubblicato nel 1996 dall'etichetta discografica EMI.
Riscosse successo principalmente per l'uso della title track come sigla di testa dell'anime Street Fighter II V e, nella versione home video della stessa serie c'era anche il brano E pace sarà come sigla di coda. Il canale che trasmetteva il cartone, JTV, ha inoltre utilizzato la parte strumentale della canzone Signore padrone come musica per il trailer con cui promuoveva i cartoni animati che mandava in onda, mentre la Dynamic Italia se ne servì come musica per il trailer introduttivo all'inizio di alcune videocassette pubblicate dalla stessa, negli anni novanta. Quest'album, a differenza del precedente, ha un arrangiamento molto scarno; se si escludono i pochi brani registrati con una vera orchestra il resto del cd è stato registrato con basso, chitarra, batteria ed un organo Hammond com Leslie.

## Tracce
1. Ricomincerò – 4:04
2. Voglia di vivere – 3:43
3. Ama – 4:06
4. Signore padrone – 4:23
5. Anno 2000 – 3:47
6. Ho scelto me – 3:50
7. Non ci lasceremo mai – 4:53
8. Tra cielo e terra – 3:42
9. Ora che ci sei – 4:18
10. Un posto anche per te – 3:33
11. Perché non hai pensato a me – 4:08
12. E pace sarà – 3:54